# 663-й легко-бомбардировочный авиационный полк
663-й легкобомбардировочный авиационный полк — авиационная воинская часть бомбардировочной авиации ВВС РККА в Великой Отечественной войне.

## Боевой путь полка
Сформирован в ноябре 1941 года в городе Фергана в составе 18 самолетов У-2 и 93 человек лётно-технического персонала. Летно-технический персонал состоял из призванных из запаса, инструкторов авиашкол и аэроклубов. Командиром полка назначен майор Н. Н. Гацко, комиссаром полка – батальонный комиссар А. Н. Шипунов.
В декабре 1941 года - январе 1942 года полк находился в резерве Ставки Верховного Главного Командования.
С 15 января 1942 года полк действовал на Северо-Западном фронте. Полк базировался на аэродроме Колпачки, аэродром подскока – Долгие Нивы. 1-я эскадрилья полка выполняла поиск сбитых самолетов, разведку, вылеты на связь. 18 января 1942 года при выполнении задания по розыску подбитого самолета Як-1 мл. лейтенант А. Г. Гудим был атакован вражескими истребителями, но лётчик, умело маневрируя, сумел уйти от противника и вернуться на свой аэродром. В ночь на 20 января 1942 года полк выполнял бомбардировку войск противника на дороге Подберезье - Юхово, уничтожено до 15 автомашин.
С 22 января 1942 года полк действовал на Калининском фронте в составе 7-й смешанной авиационной дивизии. Экипажи полка выполняли бомбардировку войск противника в населенных пунктах Демянск, Вотолино, Молвотицы, Соколово. В ночь на 5 февраля 1942 года при выполнении боевого задания по бомбардировке скопления войск в деревне Пеньково под Демянском без вести пропал штурман полка капитан К. Г. Мирхайдаров, был сбит самолет лётчика сержанта Г. А. Факеева и стрелка-бомбардира сержанта А. Д. Чекаленко.
С 13 февраля полк, действуя с аэродрома Лежнево, приступил к регулярной боевой работе по наземным объектам противника, оказывал воздушную поддержку частям 54-й стрелковой бригады. В ночь на 13 февраля экипажи полка атаковали колонну на участке Подберезье - Юхово. Было уничтожено 10 автомашин. В ночь на 16 февраля полк атаковал автоколонну на участке Юхово - Фехино. Вновь более десятка автомашин было уничтожено. В ночь на 19 февраля группа бомбардировщиков полка ведомая командиром полка майором Н. Н. Гацко под сильным огнем 5 зенитных установок атаковала автоколонну противника на дороге Юхово - Фехино, уничтожив 8 автомашин. В ночь на 20 февраля, в сложных метеоусловиях, под огнем зениток, полк вновь атаковал колонну на дороге Фехино - Локня. Часть самолетов работала по участку дороги Подберезье - Юхово. Было уничтожено 15 автомашин врага. Несколько самолетов получили повреждения от зенитного огня противника и ремонтировались на аэродроме подскока.
21 февраля 1942 года полк был подчинен командующему ВВС 3-й ударной армии.
В ночь на 23 февраля экипажи полка под огнем зенитной артиллерии противника успешно разбомбили скопление автотехники в Молвотицах. В ночь на 25 февраля экипажи полка уничтожили скопление автотранспорта на дороге Будьково – Дягилево. Днем 26 февраля летчики эскадрильи под командованием майора М. М. Азарова провели разведку опорных пунктов врага в населенных пунктах Вотолино, Остейшино, Заборье. В ночь на 28 февраля экипажи полка произвели под зенитно-пулементым огнем противника бомбардировку войск противника в городе Холм.
В марте 1942 года полк, действуя с аэродрома Колпачки, производил бомбардировку укрепленных строений противника в городе Холм, позиций противника в районе населенных пунктов Вытереп, Гора, Ильинская, Дунаево, Скаруево, Тараканово, автотранспорта противника на дороге Скаруево - Тараканово, железнодорожных составов на станции Локня и выполнял вылеты на разведку и связь.
В ночь на 31 марта при выполнении боевого задания по бомбардировке войск противника в городе Холм ранен разрывной пулей в надбровную часть лба у правого глаза лётчик ст. сержант В. А. Ситков, однако, несмотря на ранение, лётчик сумел сбросить бомбы и подавить огневую точку противника.
В апреле 1942 года полк в сложнейших метеоусловиях, под сильным зенитным огнем полк выполнял воздушную поддержку штурмовых действий 33-й стрелковой дивизии в городе Холме, бомбардировку артиллерийских позиций противника у населенных пунктов Гора, Тараканово.
1 апреля 1942 года во время вылета на бомбардировку позиций противника в городе Холм был ранен в руку стрелок-бомбардир ст. сержант Р. Ш. Гиляев, однако выполнил боевое задание и получил благодарность командования ВВС 3-й ударной армии.
В ночь на 6 апреля экипаж сержанта Н. П. Бурашникова получил задачу на уничтожение артиллерийской позиции противника у деревни Максимово. Экипаж совершил пять ночных вылетов и неоднократно был встречен мощным зенитным огнем. Во время последнего вылета при подходе к цели летчик сержант Н. П. Бурашников и стрелок-бомбардир А. Н. Коротков были ранены, самолет поврежден, но экипаж задачу выполнил, отбомбился и вернулся на аэродром.
В ходе второго вылета на бомбардировку города Холм в ночь на 28 апреля 1942 года погибли помощник командира эскадрильи младший лейтенант С. Н. Новиков и стрелок-бомбардир старший сержант И. Э. Кисин.
За время боевых действий экипажи полка выполнили 645 боевых вылетов и более 700 вылетов на связь и выполнение ответственных заданий в интересах армии и фронта.
10 мая 1942 года 663-й легкий бомбардировочный авиаполк был расформирован. Личный состав и техника на основании Приказа НКО №0083 от 5 мая 1942 г. были направлены на формирование 882-го отдельного смешанного авиаполка 22-й армии Калининского фронта.

## Командование полка
- Командир полка: майор Николай Никонович Гацко
- Комиссар полка: батальонный комиссар Александр Николаевич Шипунов

## Наиболее отличившиеся лётчики полка
- Агагулов Николай Николаевич, сержант, пилот. Приказ Военного Совета Калининского фронта №240 от 22.06.1942 г.
- Азаров Михаил Михеевич, майор, командир эскадрильи. Приказ Военного Совета Калининского фронта №240 от 22.06.1942 г.
- Бурашников Николай Петрович, сержант, пилот. Приказ Военного Совета Калининского фронта №240 от 22.06.1942 г.
- Гацко Николай Никонович, майор, командир полка. Приказ Военного Совета Калининского фронта №240 от 22.06.1942 г.
- Генис Евгений Александрович, старший лейтенант, командир эскадрильи. Приказ Военного Совета Калининского фронта №240 от 22.06.1942 г.
- Гилязев Рашид Шайхутдинович, старший сержант, стрелок-бомбардир. Приказ Военного Совета Калининского фронта №240 от 22.06.1942 г.
- Николаев Николай Николаевич, сержант, пилот. Приказ Военного Совета Калининского фронта №240 от 22.06.1942 г.
- Новиков Степан Николаевич, младший лейтенант, помощник командира эскадрильи. Приказ Военного Совета Калининского фронта №240 от 22.06.1942 г.
- Радыгин Евтихий Павлович, старший сержант, пилот. Приказ Военного Совета Калининского фронта №240 от 22.06.1942 г.
- Ситков Виктор Андреевич старший сержант, пилот. Приказ Военного Совета Калининского фронта №240 от 22.06.1942 г.
- Степанов Никита Афанасьевич, сержант, пилот. Приказ Военного Совета Калининского фронта №240 от 22.06.1942 г.
- Сурдин Адольф Данилович, младший лейтенант, командир звена. Приказ Военного Совета Калининского фронта №240 от 22.06.1942 г.
- Шипунов Александр Николаевич, батальонный комиссар, комиссар полка. Приказ Военного Совета Калининского фронта №240 от 22.06.1942 г.
- Якутов Николай Лукич, старший сержант, стрелок-бомбардир. Приказ Военного Совета Калининского фронта №240 от 22.06.1942 г.